# Physocephala paralleliventris
Physocephala paralleliventris är en tvåvingeart som beskrevs av Krober 1940. Physocephala paralleliventris ingår i släktet Physocephala och familjen stekelflugor. Inga underarter finns listade i Catalogue of Life.